# Urbanista blog
Az Urbanista blog 2008–2019 között, az interneten megjelenő magyar nyelvű blog volt, mely a városi terekről, épületekről, ingatlanpiacról, de tágabb értelemben a helység méretétől függetlenül a települési környezetről, valamint az emberek és környezetük kapcsolatáról szólt. Saját megfogalmazása szerint: lakóhelyblog.

## Története
A blogot 2008-ban hozta létre Zubreczki Dávid az ingyenes blog.hu rendszerében. Zubreczki később azt nyilatkozta a blog elindításáról, hogy eredetileg olvasni szeretett volna olyan blogot, ami érdekesen szól a városról, és nem csak a szakma szereplői, hanem a lakók számára is befogadható a tartalom. Ám mivel nem talált ilyen magyar nyelvű lapot, ezért létrehozott egy blogot. Ugyanő egy másik interjúban azt idézi fel, hogy az Index.hu portál blogszolgáltatásának indulásakor egy ingatlanokkal foglalkozó városi blog beindítására kérték fel, ám a 2008-as tárgyalások közepette bekövetkezett ingatlanpiaci válság miatt nem jött létre az együttműködés ebben a formában. Az ötletet Zubreczki végül egyedül valósította meg (később az együttműködés mégis létrejött, ha nem is az eredeti formában). A lap kezdetben mint független blog működött, de az Index.hu portállal együttműködve, egyes témákat megosztva. 2014. július 31-től azonban az Index internetes lap integrálta saját kiadású blogjai közé az Urbanistát, Zubreczkit pedig felvették a lap munkatársai közé, így a blog a portál saját kiadásában jelent meg. 2019-ben az Index.hu eladása miatt a blog kikerült a lapkiadó érdekköréből és az alapítója több bejegyzést már nem írt.

### Szerkesztői
A blog nevét – az Urbanistát – Szalai Balázs, az Index kultúra rovatának akkori vezetője ötlötte ki, aki azonban végül nem írt egy bejegyzést sem. A lap állandó szerzője és szerkesztője Zubreczki Dávid volt. Első külsős szerzői közt volt Szily László újságíró, aki a vicces vagy érdekes ingatlanhirdetéseket közzétevő sorozatot indította el, majd 2014 áprilisában csatlakozott Dobó Géza is, aki állandó külsős munkatársa lett a blognak 2016-ig. 2014-től alkalmi külsős szerzőként Rátonyi Gábor Tamás (Palotabarát néven), az Index.hu alá kerülést követően pedig leggyakrabban Kiss Eszter (Esti K. néven) írt elsősorban város- és kultúrtörténeti tematikájú bejegyzéseket a blogba, de előfordult, hogy más újságírók is írtak a tematikához kapcsolódó blogbejegyzéseket.

### Tartalom
A blog város- és ingatlanblogként, illetve lakóhelyblogként definiálta magát, ennek megfelelően elsősorban a települési lét (zömében, de nem kizárólagosan városi), a városépítészet és ingatlanpiaci témában jelentetett meg írásokat. Ritkábban jelentkező, de állandó tematika a várostörténet (elsősorban Budapest története) volt.
Állandó rovat volt az Ingatlansaláta, ami érdekes vagy vicces ingatlanhirdetéseket mutatott be. A településekhez köthető apró, de érdekes jellegzetességek, sajátságok bemutatásán túl a nagyobb horderejű fejlesztésekig, városfejlesztési víziókig terjed az Urbanista blog figyelme. A blog által közzétett írások nemegyszer forrásértékűek (itt, a Wikipédiában is).

#### Városnegyed bajnokság
Jelentős érdeklődés kísérte a blog „Városnegyed bajnokságát”, melyet két ízben, 2012-ben és 2014–15-ben rendeztek meg. Ennek a – nem reprezentatív – felmérésnek a lényege az volt, hogy a blog olvasói szavazhattak a szerintük legélhetőbb budapesti városrészre, majd kieséses rendszerben egy-egy városnegyed marad, mint a legélhetőbb fővárosi városrész.
- 2014-ben Wekerletelep[9]
- 2012-ben a József Attila-lakótelep[10]

kapta a legtöbb szavazatot. A bajnokságok megmozgatták a versenybe hívott városrészek lakóit, és ráirányították a figyelmet a kevésbé ismert a külvárosi városrészekre is.

### Olvasottság
A blogról 2011-ben közölt adat szerint naponta mintegy 8000 egyedi látogató átlagosan 12 ezer oldalt töltött le. A blog Facebook-oldalát 2013-ban 15 729-en kedvelték, 2017 decemberében ugyanennek a Facebook-oldalnak 62 689 kedvelője volt.

## Elismerések
A 2005 és 2014 között minden évben megtartott Goldenblog versenyen két ízben is felbukkant az Urbanista blog neve:
- 2011-ben a zsűri döntése alapján bekerült a Helyi érték kategória legjobb öt blogja közé (díjazás nem járt érte).[13]
- 2012-ben szintén a Helyi érték kategóriában közönségdíjasként első helyezett lett az Urbanista blog.[14]

A blogot bemutatta és méltatta Török András is a Budapest folyóiratban megjelenő Simplicissimus Budapestje sorozatában.